# Herakovo, Sofia
Herakovo (în bulgară Хераково) este un sat în comuna Bojuriște, regiunea Sofia,  Bulgaria. 

## Demografie
Componența etnică a satului Herakovo
     Bulgari (95%)
     Nicio identificare (4,54%)
     Altele (0,45%)
La recensământul din 2011, populația satului Herakovo era de 660 locuitori. Din punct de vedere etnic, majoritatea locuitorilor (95%) erau bulgari. Pentru 4,54% din locuitori nu este cunoscută apartenența etnică.